# Regina Okafor
Regina Okafor (* 1. Januar 1944; † April 2005) war nigerianische Leichtathletin, die sich auf den Sprint spezialisiert hatte. 1965 siegte sie mit der nigerianischen 4-mal-100-Meter-Staffel bei den Afrikaspielen in Brazzaville.

## Sportliche Laufbahn
Erste internationale Erfahrungen sammelte Regina Okafor vermutlich im Jahr 1965, als sie bei den Afrikaspielen in Brazzaville in 12,5 s die Silbermedaille im 100-Meter-Lauf hinter ihrer Landsfrau Jumoke Bodunrin gewann und mit der nigerianischen 4-mal-100-Meter-Staffel in 48,0 s gemeinsam mit Jumoke Bodunrin, Irene Erondu und Uche Ezekwesili die Goldmedaille gewann. Im Jahr darauf schied sie bei den British Empire and Commonwealth Games in Kingston mit 11,2 s in der ersten Runde über 100 yards aus und belegte mit der Staffel in 47,9 s den siebten Platz.